# Louise Michel (Métro Paris)

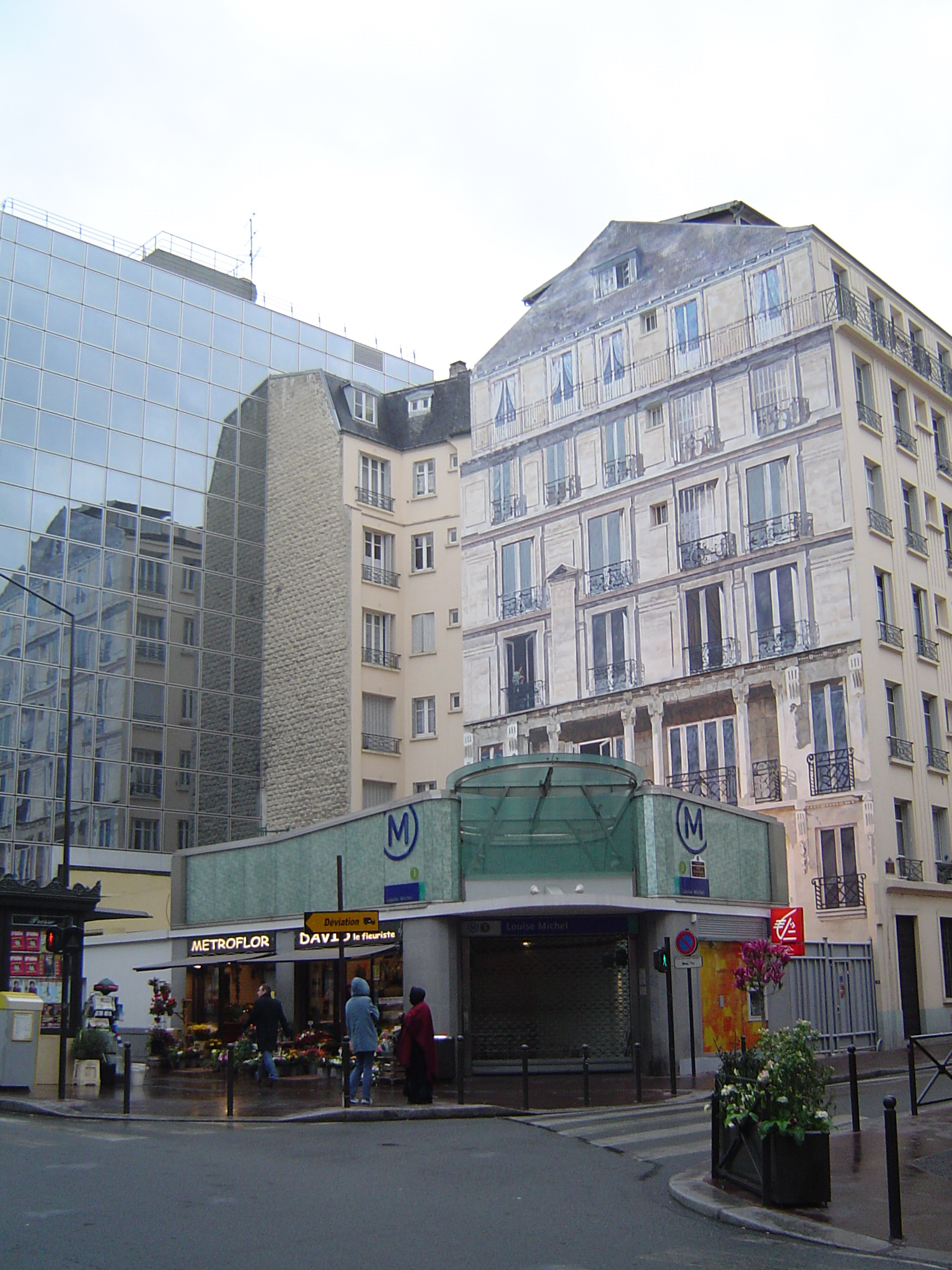
Zugangsbauwerk

Der U-Bahnhof Louise Michel [lwiz miʃɛl] ist eine unterirdische Station der Linie 3 der Pariser Métro.

## Lage
Die Station befindet sich im westlichen Pariser Vorort Levallois-Perret. Sie liegt längs unter der Rue Anatole France südlich deren Kreuzung mit der Rue Louise Michel.

## Name
Den Namen gibt die Rue Louise Michel. Louise Michel (1830–1905) war Lehrerin und Schulleiterin in Paris. Die überzeugte Sozialistin nahm 1871 aktiv an der Pariser Kommune teil, weshalb sie den Beinamen „Vierge rouge“ (Rote Jungfrau) erhielt. 1873 wurde sie nach einem 20-monatigen Gefängnisaufenthalt nach Nouméa in Neukaledonien verbannt, von wo sie nach ihrer Amnestie 1880 zurückkehren konnte. Ihren politischen Vorstellungen weiterhin treu, wurde sie 1883 erneut inhaftiert. Später überlebte sie das Attentat eines Royalisten und wurde vorübergehend als geistesgestört in einer Nervenheilanstalt festgehalten. Als Schriftstellerin verfasste sie mehrere Dramen und Romane.
Bis zum 1. Mai 1946 hieß die Station Vallier. Den Namen Rue Vallier trug die Rue Louise Michel bis 1937.

## Geschichte und Beschreibung
Die Station wurde am 24. September 1937 mit der nördlichen Verlängerung der Linie 3 eröffnet. Damals ging deren 1840 m langer Endabschnitt von Porte de Champerret bis Pont de Levallois – Bécon in Betrieb.
Anders als die Mehrzahl der – 75 m langen – Stationen der Linie 3 wurde der U-Bahnhof Louise Michel mit einer Länge von 105 m gebaut. Unter einem elliptischen Deckengewölbe weist er Seitenbahnsteige an zwei parallelen Streckengleisen auf. Die Wände und die Decke sind weiß gefliest.
Der einzige Zugang befindet sich in einem niedrigen Gebäude an der Kreuzung der Rue Louise Michel mit der Rue Anatole France. Dazu existiert ein zweiter Ausgang mit einer Rolltreppe.

## Fahrzeuge

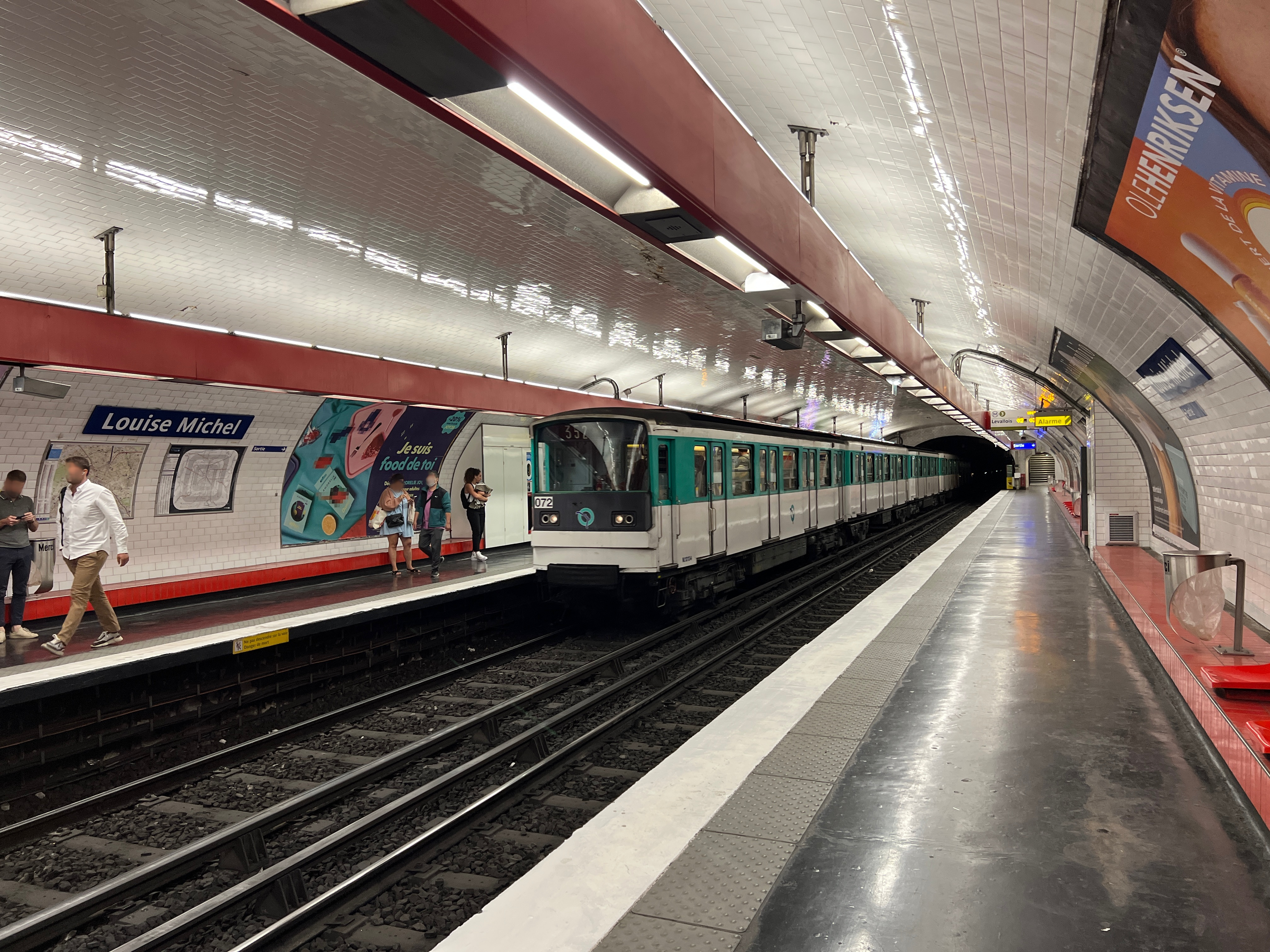
Zug der Baureihe MF 67 bei der Einfahrt in die Station

Bis 1967 wurden auf der Linie 3 Züge der Bauart Sprague-Thomson eingesetzt. In jenem Jahr erhielt sie als erste die neue, klassisch auf Stahlschienen laufende Baureihe MF 67. Die zwischen 2005 und 2008 renovierten Züge sind dort im Jahr 2021 nach wie vor im Einsatz.